# Předtřes
Předtřes je v seismologii označení pro menší zemětřesení, které předchází hlavnímu zemětřesení, tedy k němu dojde brzy před ním a ve stejné oblasti. Rozdělení jednotlivých zemětřesení na hlavní (tedy nejsilnější) zemětřesení a jeho předtřesy a dotřesy je možné až zpětně.